# Livistona tonkinensis
Espèce
Synonymes
- Corypha saribus Lour.[2]
- Livistona cochinchinensis (Blume) Mart.[2]
- Livistona hasseltii (Hassk.) Hassk. ex Miq.[2]
- Livistona inaequisecta Becc.[2]
- Livistona spectabilis Griff.[2]
- Livistona tonkinensis Magalon[2]
- Livistona vogamii Becc.[2]
- Sabal hoogendorpii (Teijsm. & Binn. ex Miq.) L.H.Bailey[2]
- Saribus cochinchinensis Blume[2]
- Saribus hasseltii Hassk.[2]

Statut de conservation UICN

 DD  : Données insuffisantes
Livistona tonkinensis est une espèce de plantes de la famille des Arecaceae.

## Publication originale
- Contr. Étud. Palmiers Indoch. 54. 1930.